# Lingue parlate in Europa

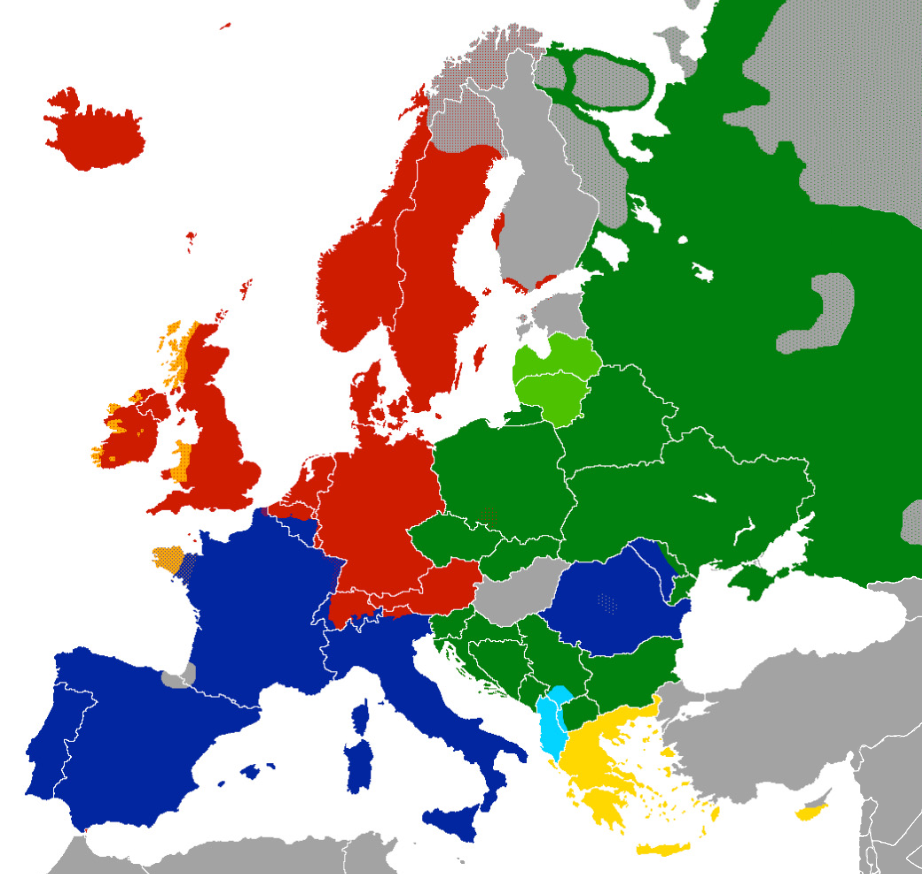
Slave,
Neolatine,
Germaniche,
Greco,
Baltiche,
Albanese,
Celtiche,
Turco, Basco, Ugrofinniche.

La lingua più parlata in Europa (2023) è il russo.

## Lingue più parlate in Europa, tra quelle riconosciute ufficialmente dalla UE
| Posizione | Lingua   | Parlato in                                                                  | Popolazione della lingua |
| --------- | -------- | --------------------------------------------------------------------------- | ------------------------ |
| 1         | Tedesco  | Germania Svizzera Austria Italia Lussemburgo Liechtenstein Belgio Francia   | 97.926.131               |
| 2         | Francese | Francia Belgio Italia Svizzera Lussemburgo Monaco                           | 68.822.844               |
| 3         | Inglese  | Irlanda Malta Regno Unito Isola di Man                                      | 66.995.718               |
| 4         | Italiano | Italia San Marino Svizzera Città del Vaticano Slovenia Monaco Croazia Malta | 64.000.000               |
| 5         | Spagnolo | Spagna Andorra                                                              | 49.147.440               |
| 6         | Polacco  | Polonia Ucraina Bielorussia Lituania                                        | 38.200.037               |
| 7         | Rumeno   | Romania Ucraina Bulgaria Moldavia Ungheria                                  | 22.246.862               |
| 8         | Olandese | Paesi Bassi Belgio                                                          | 16.847.007               |

## Le cartine

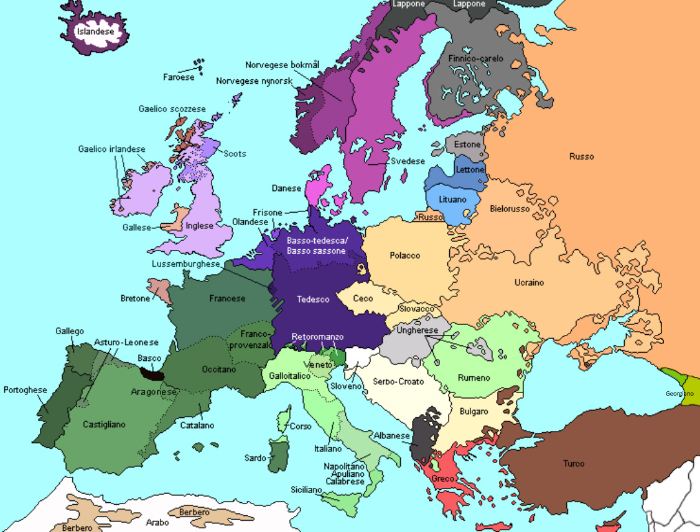
Lingue parlate in Europa
Lingue parlate in Europa per codice ISO
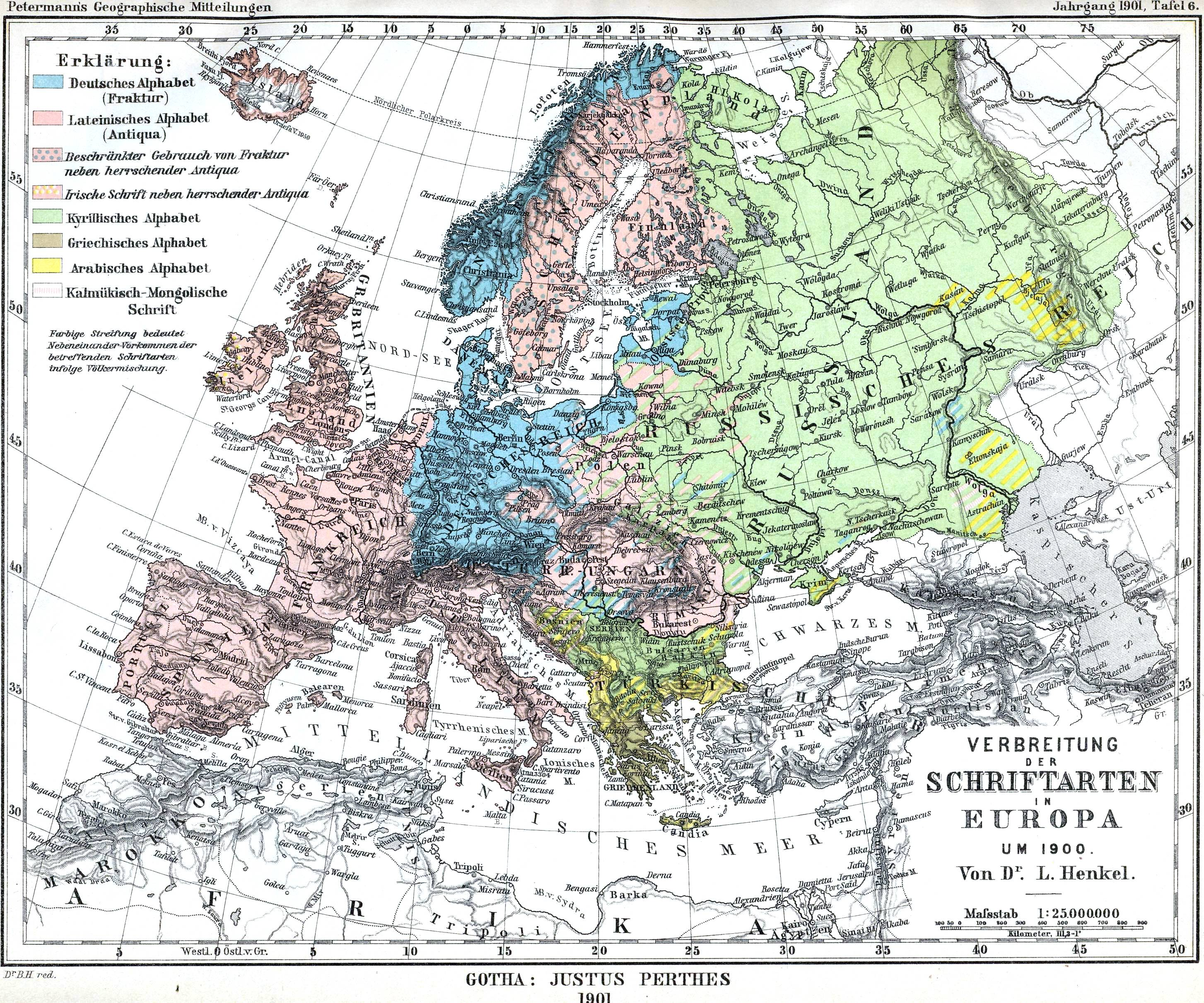
Principali alfabeti utilizzati in Europa nel 1901
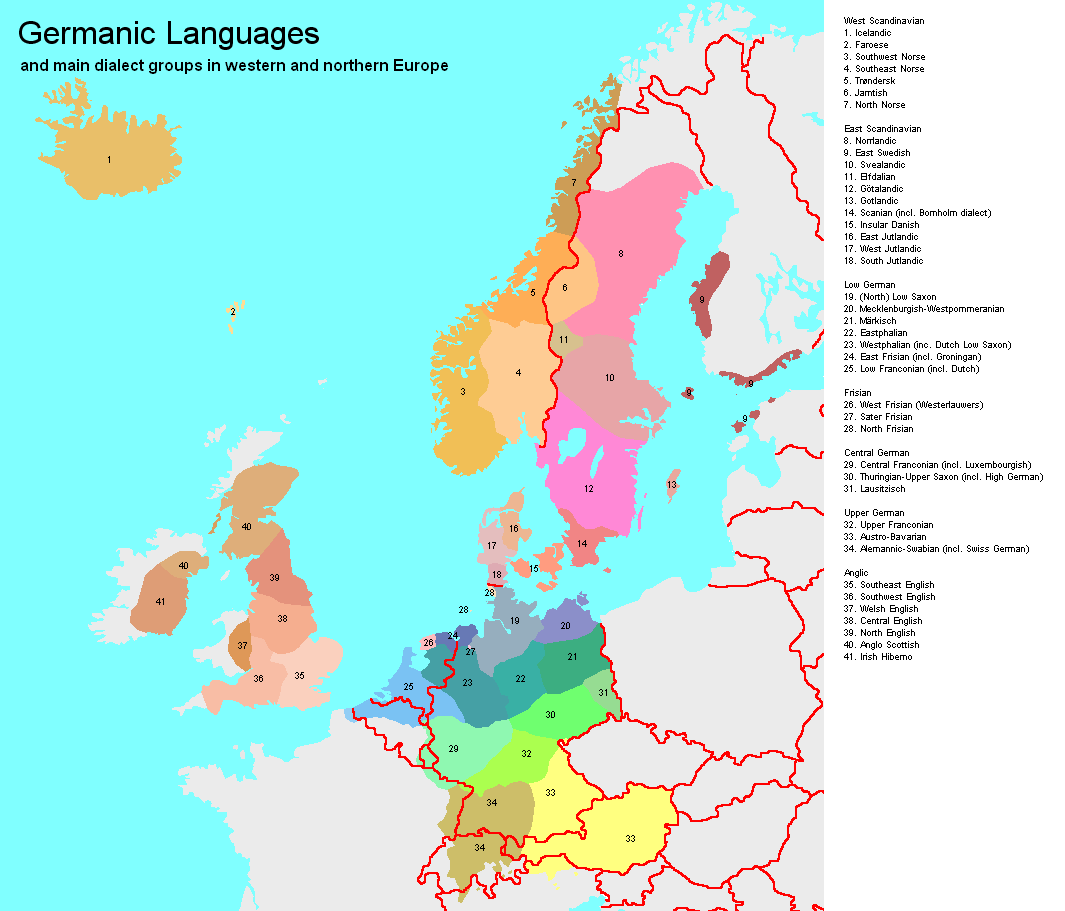
Distribuzione geografica delle lingue germaniche in Europa
Distribuzione geografica delle lingue romanze in Europa
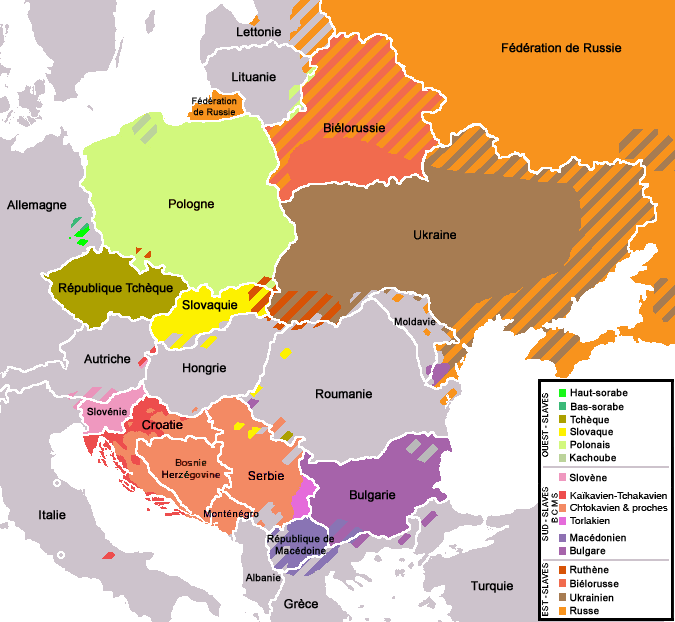
Distribuzione geografica delle lingue slave in Europa
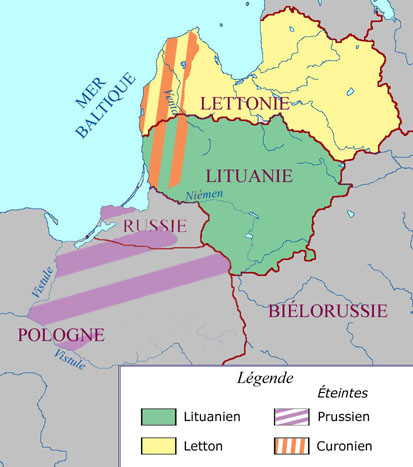
Distribuzione geografica delle lingue baltiche in Europa
Distribuzione geografica delle lingue caucasiche in Europa
Conoscenza della lingua inglese nell'Unione europea
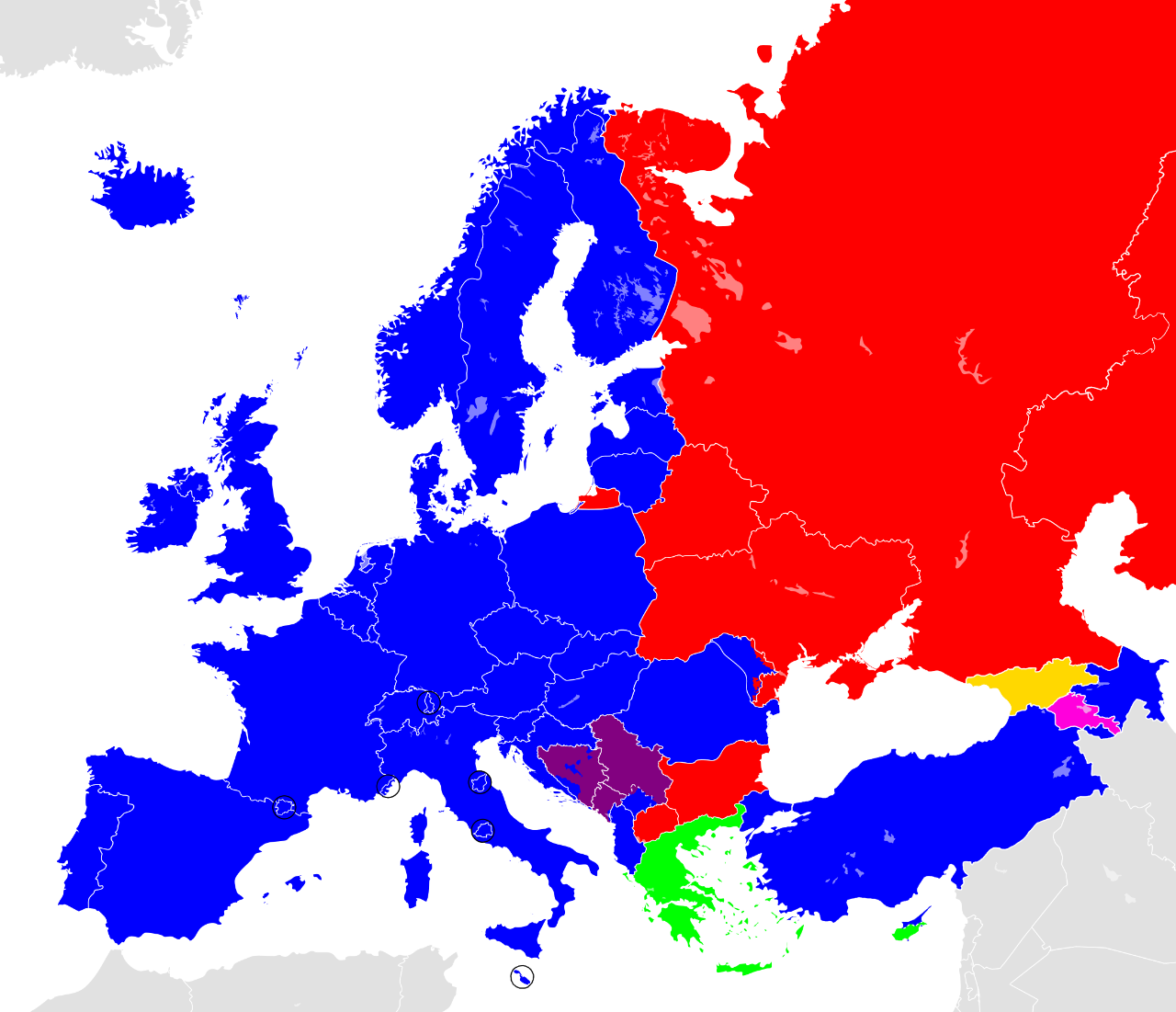
Principali alfabeti utilizzati in Europa 2013: Verde Chiaro Greco, Rosso Cirillico, Viola Latino e Cirillico,Blu Latino
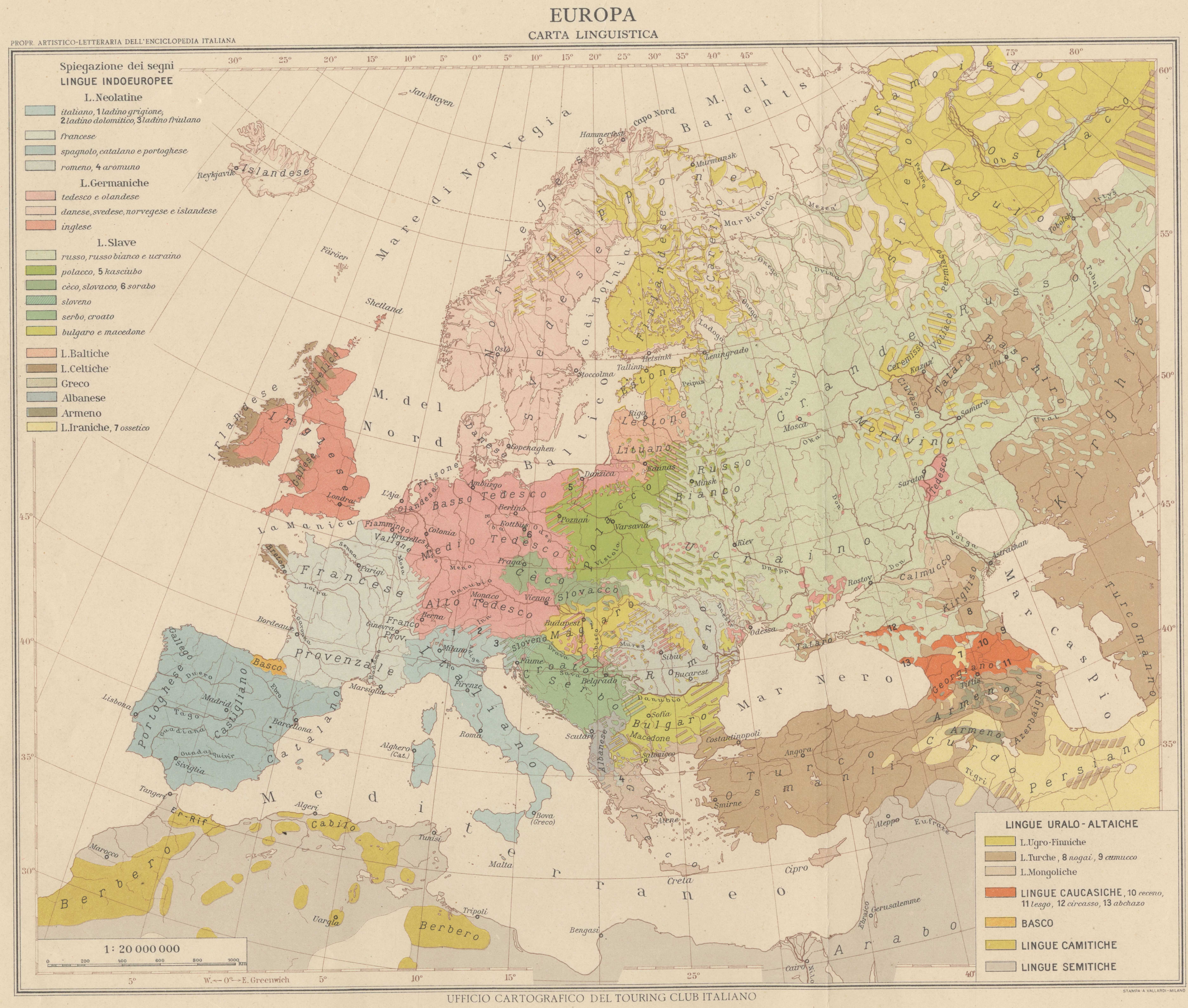
Mappa linguistica d'Europa degli anni 30 del ventesimo secolo